# 野中古墳
野中古墳（のなかこふん）は、大阪府藤井寺市野中3丁目に所在する古墳時代中期の古墳（方墳）である。鉄製の武器、武具、須恵器など大量の遺物が出土した。世界文化遺産の「古市古墳群」の一部として国の史跡に指定されている。

## 概要
古市古墳群に属し、墓山古墳の後円部北側に位置しており同古墳の陪塚とも推定されている。墳丘は2段に築成された方墳であり、一辺37m、高さ4m、周濠があり、葺石、円筒埴輪列、蓋（きぬがさ）、衝角付冑、囲形などの形象埴輪が存在し、墳頂部からは大量の須恵器、土師器が出土している。墳頂部地下には組合式木棺と木櫃からなる内部主体が5列に並列して埋納されており、人体埋葬が考えられるのは第2列の木棺のみで、他の4列はすべて、副葬品埋納施設と推定される。それらの施設からは短甲11領、冑11箇のほか、草摺、肩甲などの鉄製武具、鉄刀、鉄剣、鉄鏃などの大量の武器が出土している。大量の鉄製品、須恵質土器、武器・武具の副葬形態など中期古墳の研究の上で欠くことのできない内容の古墳である。5世紀前半から中葉頃の築造と考えられている。
1964年、大阪大学が実施した発掘調査により遺物約2000点が出土した。1995年に国の史跡に指定される。2001年、既指定の他の古墳と統合指定され、国の史跡「古市古墳群」の一部となっている。甲冑などの出土品は大阪大学に所蔵されており、2015年に国の重要文化財に指定されている。なお、1964年に本遺跡の発掘調査を撮影したカラー映像が2009年に発見された。

## 文献
- 『日本古墳大辞典』、株式会社東京堂出版、1989年。